# Анджей Северин

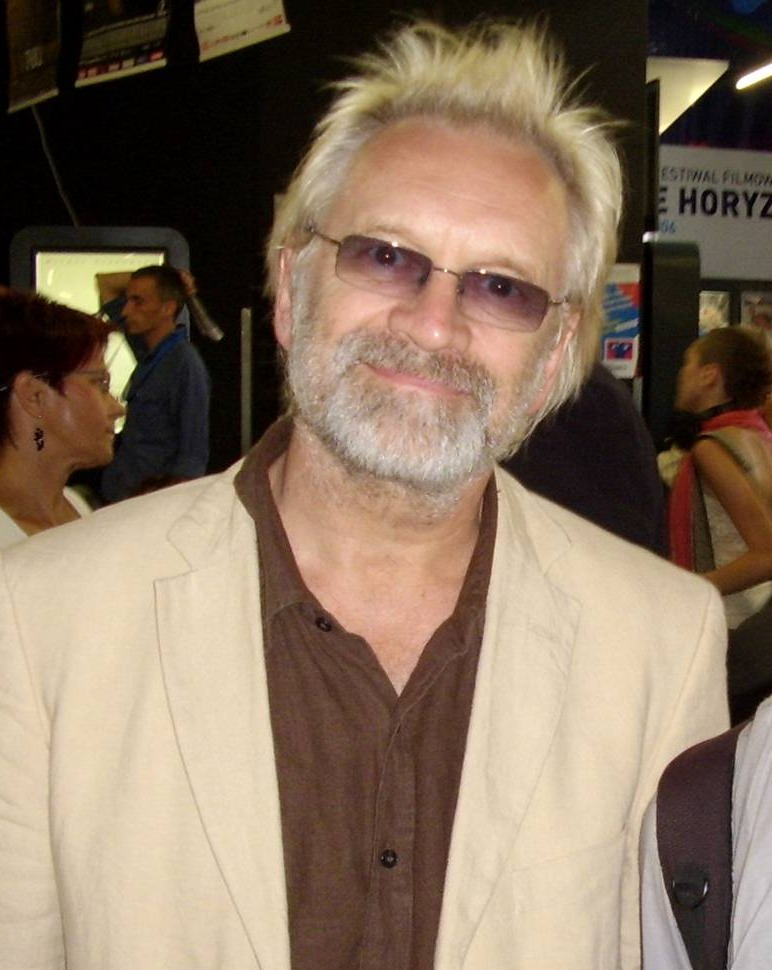
Анджей Северин (серпень, 2007)

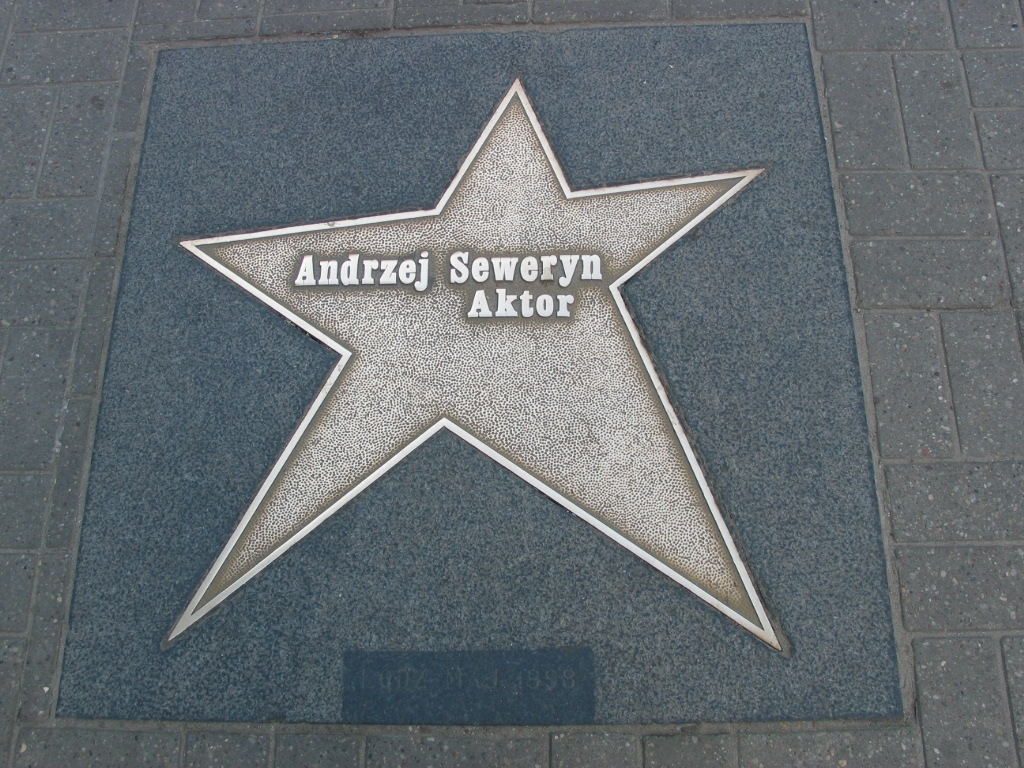
Зірка А. Северина на Алеі зірок в Лодзі

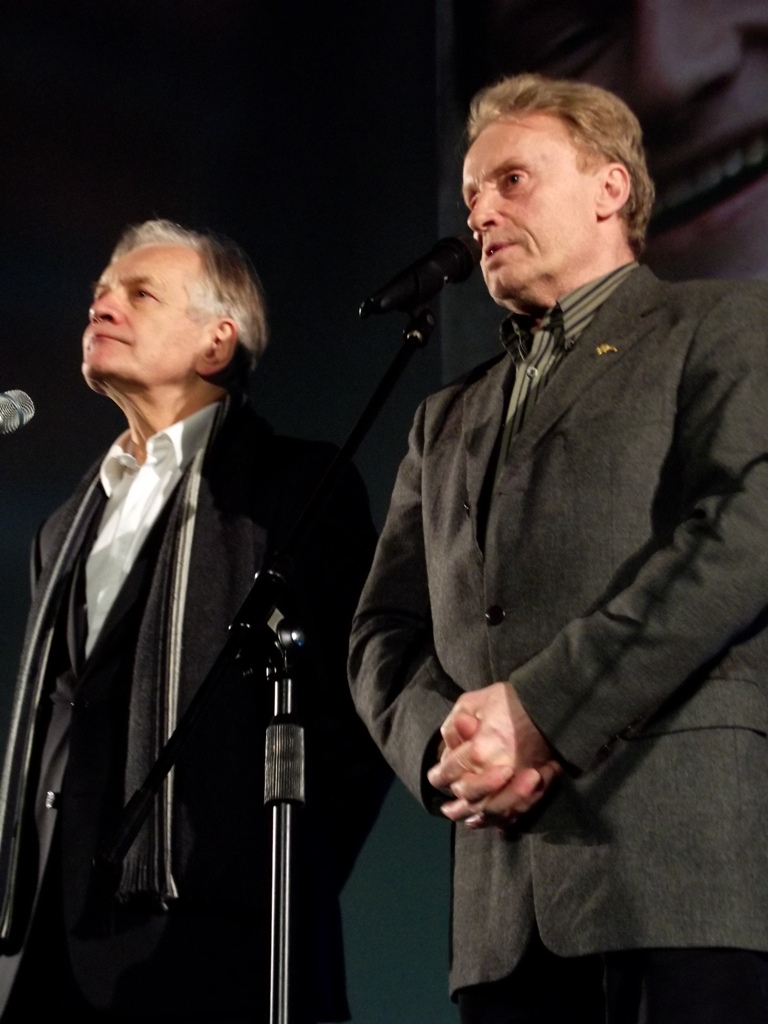
А. Северин і Д. Ольбрихський (квітень, 2012)

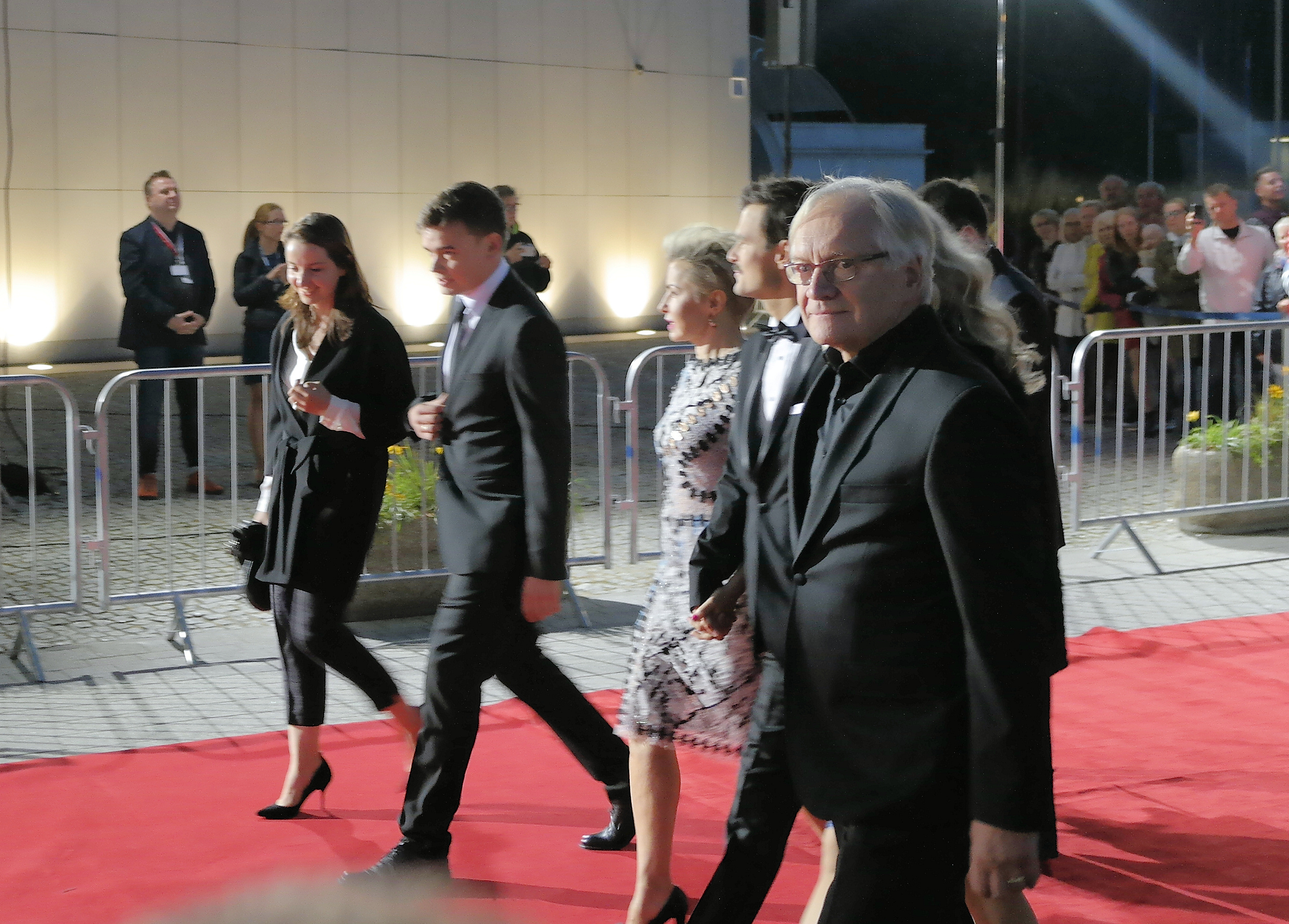
А. Северин на кінофестивалі у Гдині (вересень, 2016)

А́нджей Тео́дор Севе́рин (пол. Andrzej Teodor Seweryn; нар. 25 січня 1946, Гайльбронн, Німеччина) — польський театральний і кіноактор, кінорежисер.

## Біографія та творча кар'єра
Анджей Теодор Северин народився 25 січня 1946 року в місті Гайльбронні, Німеччина. Його батьки Здзислав і Софія під час Другої світової війни були захоплені в полон і відправлені до трудового табору в Німеччині. Після народження Анджея вони повернулися в Польщу. У 1968 році Северин закінчив Академію драматичних мистецтв у Варшаві (зараз — Театральна академія імені Александра Зельверовича). У листопаді 1968 році Анджея Северина був заарештовано за виготовлення і розповсюдження листівок проти інтервенції країн Варшавського договору до Чехословаччини; був звільнений за амністією у липні 1969 року. У другій половині 1970-х років вів збір коштів для Комітету захисту робітників, перебуваючи під наглядом Служби безпеки ПНР.
15 серпня 1968 року він дебютував як театральний актор на сцені варшавського театру Атенеум, до трупи якого входив до 1980 року. У першій половині 1970-х років він викладав у варшавській Академію драматичних мистецтв.
Як кіноактор Аджей Северин знявся у багатьох фільмах Анджея Вайди. Славу йому принесла участь у фільмі Вайди «Земля обітована» (1975, за Владиславом Реймонтом). Потім Северин з успіхом зіграв ще в декількох фільмах режисера («Без наркозу», 1978; «Людина із заліза», 1981; «Дантон», 1982 та ін.). За роль у фільмі Вайди «Диригент» (1980) Северин отримав як найкращий актор Срібного лева на 30-му Берлінському міжнародному кінофестивалі. Знімався також у стрічках Агнешки Голланд, Стівена Спілберга, Єжи Гоффмана та Анджея Жулавського та ін.
У 1980 році Анджей Северин виїхав до Франції через введення Воєнного стану у Польщі. Він був актором французьких театрів та знімався у фільмах відомих західних кінорежисерів: Режиса Варньє («Жінка мого життя», 1986; «Індокитай», 1991), Пітера Брука («Махабхарата», 1990), Марко Беллоккьо («Навколо бажання», 1990) та ін. З 1993 виступав на сцені театру «Комеді Франсез» у Парижі та викладав у Національній школі мистецтв і техніки театру в Ліоні та у Паризькій консерваторії драматичного мистецтва (CNSAD).
У 2010 році Анджей Северин повернувся до Польщі, мешкає у Варшаві. 1 січня 2011 він був призначений директором Польського театру у Варшаві.
Северин був також почесним членом Комітету підтримки Броніслава Коморовського перед президентськими виборами у 2010 та 2015 роках.
У 2018 підтримав звернення Європейської кіноакадемії на захист ув'язненого у Росії українського режисера Олега Сенцова.
У 2022 році під час благодійного концерту «Разом з Україною» у місті Лодзь підтримав Україну, емоційно прочитавши «Заповіт» Тараса Шевченка польською мовою.

## Особисте життя
Анджей Северин був одружений п'ять разів. Його перша дружина — Богуслава Блайфер (1970—1973); другою його дружиною була акторка Крістіна Янда (1974—1979), від якої він має доньку Марію Северин. Його третя дружина — Лоренс Бурділь (1982—1987), з якою має сина Яна, а з четвертою дружиною Мірель Маалуф — сина Максиміліана. П'ята дружина актора у 2015 році — Катажина Кубацька.

## Фільмографія (вибіркова)
Актор
| Рік       |    | Українська назва               | Оригінальна назва           | Роль                                       |
| --------- | -- | ------------------------------ | --------------------------- | ------------------------------------------ |
| 1964      | ф  | Повернися, Беато!              | Beata                       | Пупіль                                     |
| 1970      | ф  | Польський альбом               | Album polski                | Томек                                      |
| 1973      | тф | Підземний перехід              | Przejscie podziemne         |                                            |
| 1974      | ф  | Земля обітована                | Ziemia obiecana             | Макс Баум                                  |
| 1975      | с  | Директори                      | Dyrektorzy                  | інженер Кшиштоф Шимчак                     |
| 1975      | ф  | Картинки з життя               | Obrazki z zycia             | письменник                                 |
| 1975      | ф  | Ночі і дні                     | Noce i dnie                 | Ансельм Остренський                        |
| 1975      | ф  | Обпало листя з дерев           | Opadly liscie z drzew       | Смуклі                                     |
| 1976—1977 | с  | Польські дороги                | Polskie drogi               | штурмбанфюрер Кліфорн                      |
| 1977      | ф  | Кордон                         | Granica                     | Зенон Жембевіч                             |
| 1977      | тф | Довга шлюбна ніч               | Dluga noc poslubna          |                                            |
| 1978      | ф  | Без наркозу                    | Bez znieczulenia            | Єжи Росчижевський                          |
| 1978      | ф  | Диявол                         | Bestia                      | священик                                   |
| 1978      | ф  | Роман і Магда                  | Roman i Magda               | Роман Барвінський                          |
| 1978      | с  | Сім'я Поланецьких              | Rodzina Polanieckich        | Букацький                                  |
| 1979      | ф  | Ґолем                          | Golem                       | лікар, «творець» Перната                   |
| 1979      | ф  | Диригент                       | Dyrygent                    | Адам П'єтрик                               |
| 1979      | ф  | Кунфу                          | Kung-fu                     | Марек Камінський                           |
| 1981      | ф  | Дитячі питання                 | Dziecinne pytania           | Богдан                                     |
| 1981      | тф | Пер Гюнт                       | Peer Gynt                   | кухар / власник Аґстада / батько нареченої |
| 1981      | ф  | Людина із заліза               | Czlowiek z zelaza           | капітан Вірський                           |
| 1982      | ф  | Роза                           | Roza                        |                                            |
| 1983      | ф  | Дантон                         | Danton                      | Франсуа-Луї Бурдон                         |
| 1983      | ф  | Мариня                         | Marynia                     | Едвард Букацький                           |
| 1986      | ф  | Жінка мого життя               | La femme de ma vie          | Бернар                                     |
| 1986      | ф  | Хто надто багато цілується…    | Qui trop embrasse...        | Марк                                       |
| 1986      | ф  | Хвіст диявола                  | La coda del diavolo         | The Pedlar                                 |
| 1987      | ф  | На срібній планеті             | Na srebrnym globie          | Марек                                      |
| 1989      | с  | Махабхарата                    | The Mahabharata             | Yudhishthira                               |
| 1989      | тф | Французька революція           | La révolution française     | Робесп'єр                                  |
| 1990      | тф | Добра людина із Сезуана        | La bonne âme du Setchouan   | Ванг                                       |
| 1991      | с  | Наполеон в Європі              | Napoléon et l'Europe        |                                            |
| 1991      | ф  | Вирок                          | La condanna                 | Джованні                                   |
| 1992      | ф  | Індокитай                      | Indochine                   | Гебрард                                    |
| 1992      | кф | Обмін                          | L'échange                   |                                            |
| 1993      | ф  | Амок                           | Amok                        | Штайнер                                    |
| 1993      | ф  | Список Шиндлера                | Schindler's List            | Юліан Шернер                               |
| 1994      | тф | Подорож на схід                | Podróz na wschód            | Якуб                                       |
| 1995      | ф  | Повне затьмарення              | Total Eclipse               | містер Маут де Флервіль                    |
| 1997      | ф  | Війна Люсі                     | Lucie Aubrac                | лейтенант Шьондорф                         |
| 1997      | ф  | Генеалогія злочину             | Généalogies d'un crime      | Крістіан                                   |
| 1998      | ф  | Білборд                        | Billboard                   | менеджер агентства                         |
| 1999      | тф | Біґда йде!                     | Bigda idzie                 | спікер Стаховський                         |
| 1999      | ф  | Вогнем і мечем                 | Ogniem i mieczem            | Ярема Вишневецький                         |
| 1999      | ф  | Пан Тадеуш                     | Pan Tadeusz                 | суддя Сопліка                              |
| 2000      | ф  | Предстоятель. Три тисячі років | Prymas. Trzy lata z tysiąca | кардинал Стефан Вишинський                 |
| 2002      | ф  | Помста                         | Zemsta                      | регент Мільчек                             |
| 2003      | тф | Дон Жуан                       | Dom Juan                    | Дон Жуан                                   |
| 2004      | ф  | Точна копія                    | À ton image                 | професор Кардоз                            |
| 2006      | ф  | Хто ніколи не жив              | Kto nigdy nie zyl           | ординатор                                  |
| 2007      | с  | Команда                        | Ekipa                       | Юліан Щесни                                |
| 2007      | тф | Сірано де Бержерак             | Cyrano de Bergerac          | Граф де Гіш                                |
| 2007      | ф  | Таємниці «Нічного дозору»      | Nightwatching               | Пірс Хассельбург                           |
| 2008      | ф  | Можливість острова             | La possibilité d'une île    | Слотан                                     |
| 2008      | тф | Фанні                          | Fanny                       | Панісс                                     |
| 2008—2009 | с  | 39 з половиною                 | 39 i pól                    | театральний менеджер                       |
| 2009      | тф | Смішні манірниці               | Les précieuses ridicules    | Маскарілль / ля Гранж                      |
| 2010      | ф  | Розочка                        | Rózyczka                    | Адам Варчевський                           |
| 2011      | ф  | Поглинання                     | Uwiklanie                   | Вітольд                                    |
| 2012      | ф  | Ви ще нічого не бачили         | Vous n'avez encore rien vu  | Марцеллін                                  |
| 2013      | ф  | Стерв'ятник                    | Sep                         | Реаторський                                |
| 2016      | ф  | Остання сім'я                  | Ostatnia rodzina            | Здзіслав Бексінський                       |

Режисер
- 2006: Хто ніколи не жив… / Kto nigdy nie zyl…

## Визнання
| Нагороди та номінації Анджея Северина | Нагороди та номінації Анджея Северина | Нагороди та номінації Анджея Северина | Нагороди та номінації Анджея Северина |
| Рік                                   | Категорія                             | Фільм                                 | Результат                             |
| ------------------------------------- | ------------------------------------- | ------------------------------------- | ------------------------------------- |
| Берлінський міжнародний кінофестиваль |                                       |                                       |                                       |
| 1980                                  | Срібний ведмідь найкращому акторові   | Диригент                              | Перемога                              |
| Премія «Орли»                         |                                       |                                       |                                       |
| 2001                                  | Найкраща головна чоловіча роль        | Предстоятель. Три тисячі років        | Номінація                             |
| Московський міжнародний кінофестиваль |                                       |                                       |                                       |
| 2006                                  | Золотий Святий Георгій                | Хто ніколи не жив…                    | Номінація                             |
| Міжнародний кінофестиваль у Локарно   |                                       |                                       |                                       |
| 2016                                  | Найкращий актор                       | Остання сім'я                         | Перемога                              |
| Кінофестиваль у Гдині                 |                                       |                                       |                                       |
| 2016                                  | Найкращий актор                       | Остання сім'я                         | Перемога                              |